# John Quiller Rowett

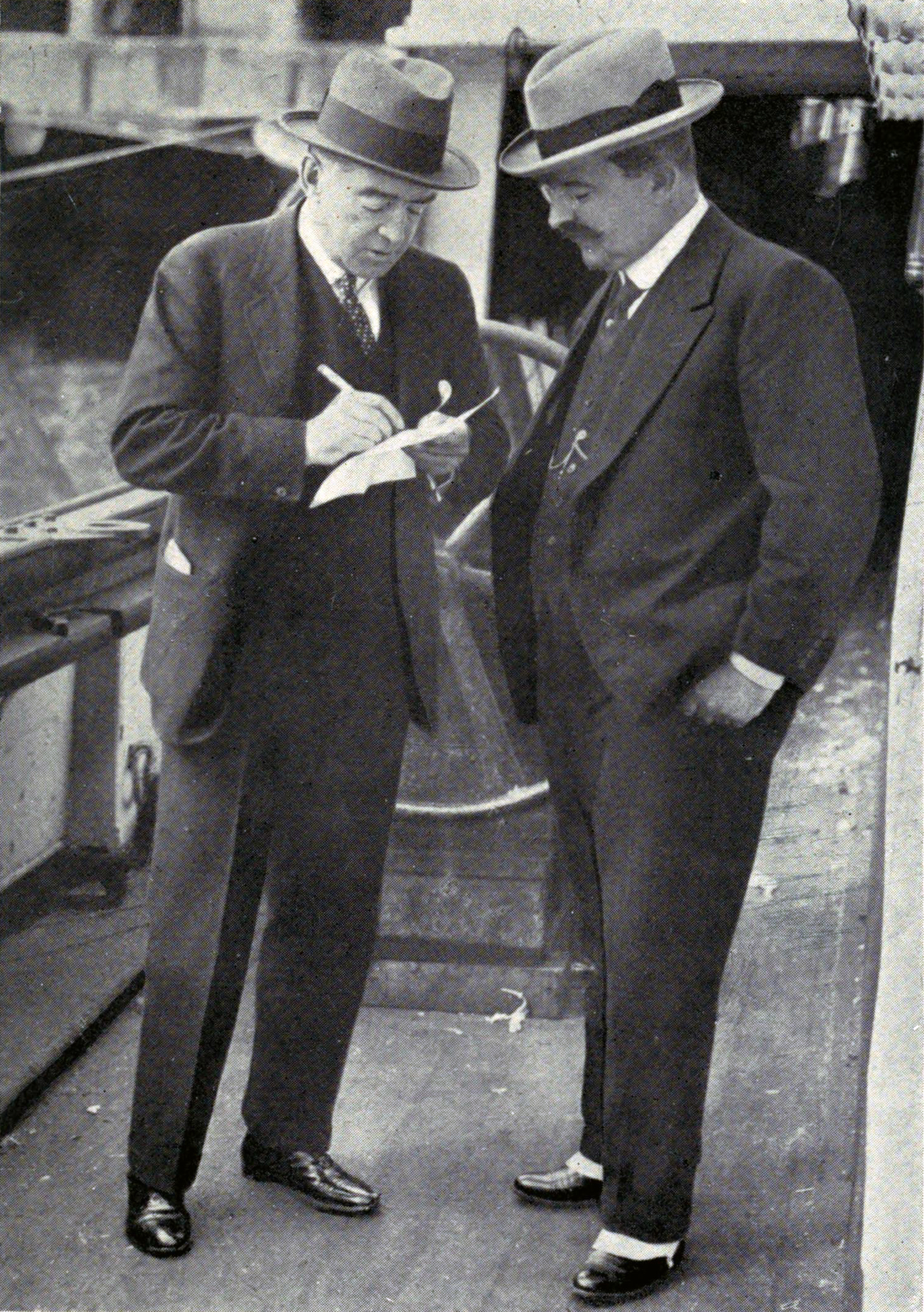
John Quiller Rowett (á Direita) e Sir Ernest Henry Shackleton (á Esquerda)

John Quiller Rowett (1874-1924) foi um empresário britânico que fez fortuna na indústria de bebidas. Ele tinha um desejo, no entanto, fazer mais do que ganhar dinheiro, e nos anos após a Primeira Guerra Mundial, ele era um contribuinte notável para causas públicas e de caridade. Foi colega de escola de Sir Ernest Shackleton em Dulwich College, Rowett era o único patrocinador financeiro para a expedição de Shackleton na Antártica, a expedição Shackleton–Rowett de 1921-22, durante o qual Shackleton morreu.
Após a morte de Shackleton, Rowett foi fundamental na aquisição da baleeira James Caird, na qual Shackleton fez sua famosa viagem de barco em 1916, e apresentando na Dulwich College. Ele também foi co-fundador do Instituto de Pesquisa Rowett, um laboratório de pesquisa de nutrição animal, que agora faz parte da Universidade de Aberdeen, e foi também um benfeitor para instituições de caridade do hospital. Em 1924, acreditando que seus negócios estavam falindo, Rowett tirou a própria vida.